# Slag bij Sandepu

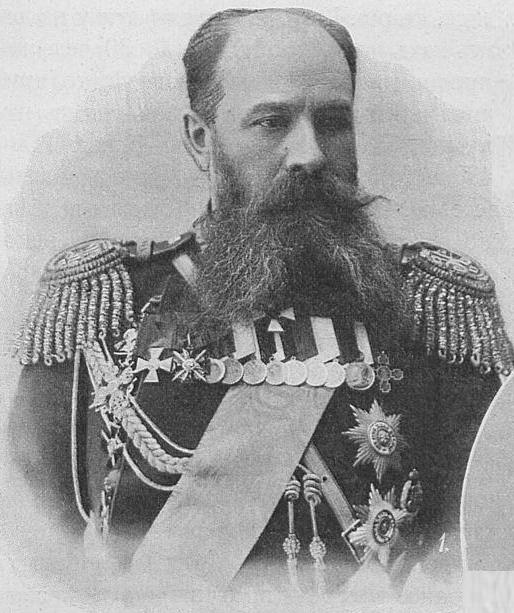
Oskar Grippenberg

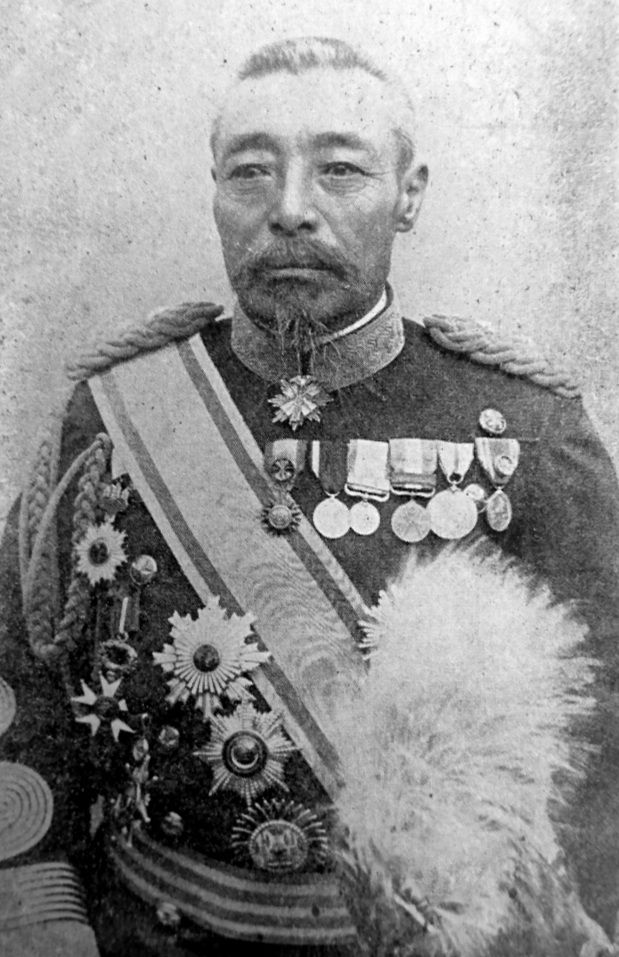
Oku Yasukata

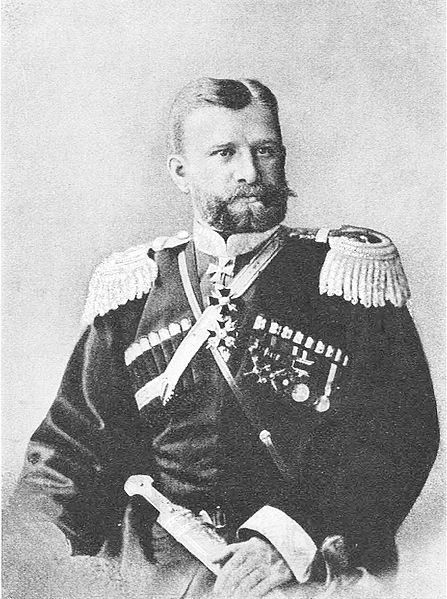
Georgii Sjtakelberg

De Slag bij Sandepu of  Slag bij Heikoutai (Japans: 黒溝台会戦, Kokkōdai no kaisen, Russisch: Сражение при Сандепу, Srazhenije pri Sandepoe)  was een veldslag  van 25 tot 29 januari 1905 in de Russisch-Japanse Oorlog. De slag vond plaats in enkele dorpen op 58 km ten zuidwesten van Mukden.

## Achtergrond
Na de Slag bij Shaho lagen de Russen ingegraven bij Mukden en bezetten de Japanners een front van 160 km lang. De Japanse bevelhebbers verwachtten geen confrontatie vanwege de ijzige winter in Mantsjoerije.
De Russische bevelhebber, generaal Aleksej Koeropatkin kreeg versterkingen langs de Trans-Siberische spoorlijn. Op 2 januari 1905 viel de belegerde marinehaven Port Arthur. Koeropatkin wilde daarom aanvallen, voordat het 3e Leger (Japan) onder generaal Maresuke Nogi, dat nu vrij was, kon komen.

## Slagorde
Op de Russische linkerflank lag generaal Nikolai Linevitsj, die van Vladivostok gekomen was om het 1e Leger van Mantsjoerije te leiden. In het midden lag generaal Alexander von Kaulbars met het 3e Leger van Mantsjoerije. Op de rechterflank lag de nieuwe generaal Oskar Grippenberg met het 2e Leger van Mantsjoerije. Dit 2e Leger bestond uit het 8e Europees Legerkorps, een divisie van het 10e, de 61e reservedivisie, de 5e schuttersbrigade en het 1e Oostsiberische legerkorps onder generaal baron Georgi Stackelberg. Ze beschikten over 285.000 man en 350 kanonnen.

## Plannen uitgelekt
Grippenberg vond het plan van Koeropatkin om de linkervleugel van de Japanners bij Heikoutai aan te vallen te gewaagd. Hij stemde in op voorwaarde dat alle drie Russische legers samen zouden aanvallen. Het plan lekte uit te Sint-Petersburg naar een oorlogsverslaggever van l'Echo de Paris, die het plan aan Grippenberg toeschreef. Het krantenartikel en ook de troepenbewegingen van Grippenberg op 14 en 16 januari 1905 verraadden de Russische plannen aan de Japanners.

## De raid van Misjtsjenko
Koeropatkin stuurde generaal Pavel Misjtsjenko naar het zuiden met 6000 ruiters en zes batterijen lichte artillerie om het station Newchang van de Spoorwegmaatschappij van Zuid-Mantsjoerije te vernietigen. Daar lag veel voedsel en voorraad opgeslagen. Misjtsjenko moest onderweg ook spoorbruggen en de spoorlijn zelf vernielen. Misjtsjenko vertrok op 8 januari 1905, maar vorderde langzaam door het slechte weer. Hij bereikte het station op 12 januari 1905, maar de Japanners hadden het versterkt. Misjtsjenko probeerde drie keer tevergeefs om het station in te nemen en keerde op 18 januari 1905 terug naar Mukden. De Japanners herstelden de schade aan de spoorlijn.

## Begin van de slag
Op 19 januari 1905 stuurde Koeropatkin het 2e Leger in de aanval tegen het 2e Leger (Japan) van generaal Oku Yasukata. Grippenberg mocht niet al zijn mannen inzetten: enkel drie divisies plus het 1e Oostsiberische legerkorps en de cavalerie. Oyama wist van de plannen en versterkte zijn linkerflank.
Op 25 januari 1905 nam het 1e Siberisch Schutterskorps het versterkt dorp Heikoutai in met zware verliezen.

## Het verkeerde dorp
De Russische 14e divisie viel pas op 26 januari 1905 het versterkt dorp Sandepu aan in plaats van tezelfdertijd. Door pech en een sneeuwstorm vielen ze het verkeerde dorp aan: Paotaitzu. De Japanse 5e divisie beschoot de Russen met artillerie vanuit Sandepu en zetten een tegenaanval in. Grippenberg zond een fout bericht naar Koeropatkin dat Sandepu ingenomen was en gaf zijn mannen op 27 januari 1905 rust.

## Insubordinatie
De rustplaats aangewezen voor Sjtakelberg was nog in Japanse handen. Tegen de bevelen in gaf Sjtakelberg zijn mannen bevel tot de aanval. Nadat hij 6000 man kwijt was, blies Sjtakelberg de aftocht.
In de morgen van 28 januari 1905 merkte Grippenberg dat Sandepu tussen hem en Kaulbars lag. Omdat hij zeven divisies had tegen vijf Japanse divisies, wilde hij aanvallen. Koeropatkin keurde de aanval af. Sjtakelberg lapte de bevelen aan zijn laars en viel aan. Met hulp van Misjtsjenko's cavalerie nam hij een deel van Sandepu in. Met instemming van Grippenberg nam het 10e Legerkorps onder Konstantin Tserpitski stellingen achter Sandepu in.

## Bevel tot terugtrekken
Koeropatkin onthief Sjtakelberg uit zijn functie wegens insubordinatie en beval Grippenberg om terug te trekken.
Oyama zette een tegenaanval in op 29 januari 1905 en nam Heikoutai in voor de middag.

## Resultaat
De Russen telden 1.781 doden, 9.395 gewonden en 1.065 vermisten.
Geen van beide zijden had gewonnen. Meteen na de slag meldde Grippenberg zich ziek. Hij keerde terug naar Sint-Petersburg. Al onderweg, te  Harbin, beschuldigde hij tegenover journalisten Koeropatkin van verraad, omdat hij uit afgunst versterking geweigerd had. In Rusland grepen de Marxisten de door Grippenberg in de kranten beschreven incompetentie van Koeropatkin aan in een campagne tegen het regime.